# رمزنگاری پساکوانتوم
رمزنگاری پساکوانتوم به الگوریتم‌های رمزنگاری اشاره دارد (معمولاً الگوریتم‌های رمزنگاری کلید عمومی) که گمان شده‌اند در مقابل حمله‌ای توسط رایانه کوانتومی امن خواهند بود. مشکل الگوریتم‌های محبوب فعلی این هست که به یکی از سه مسئلهٔ ان‌پی سخت ریاضیات وابسته هستند: تجزیه اعداد طبیعی، مسئله لگاریتم گسسته یا مسئله رمزنگاری منحنی بیضوی. همهٔ این سه مسئله می‌توانند با یک رایانهٔ کوانتومی به اندازهٔ کافی قوی که الگوریتم شور را اجرا می‌کند حل شوند. اگر چه، رایانه‌های کوانتومی فعلی، آن‌هایی که عمومی شناخته می‌شوند، ضعیف‌تر از آن هستند که به هیچ یک از الگوریتم‌های رمزنگاری فعلی حمله کنند، بسیاری از رمزنگاران، الگوریتم‌های جدیدی برای رویارویی در زمانی که رایانه‌های کوانتومی تبدیل به یک خطر شوند، در حال طراحی دارند.